# Maurizio Giammarco
Maurizio Giammarco (Pavia, 17 ottobre 1952) è un sassofonista, compositore, arrangiatore jazz italiano.

## Biografia
Nato a Pavia ma residente a Roma fin dall'infanzia, si avvicina al sassofono a 14 anni. Nei primi anni '70 studia in Italia con Gino Marinuzzi, Giorgio Gaslini, negli USA al Creative Music Studio di Karl Berger e a New York con Joe Allard. A partire dal 1976 fonda e dirige diversi gruppi, il più noto dei quali, Lingomania (Fondato nel 1984) s'impone nei referendum di Musica Jazz del 1984, 1985, 1987 e di Guitar Club del 1988 e 1989 come miglior gruppo italiano. Nel gruppo si sono avvicendati diversi musicisti diventati in seguito protagonisti del panorama jazzistico italiano: Umberto Fiorentino (chitarra), Enzo Pietropaoli e Furio Di Castri (basso), Danilo Rea e Stefano Sabatini (tastiere), Roberto Gatto (batteria), Flavio Boltro (tromba). Una "reunion" del gruppo nel 2017-18 ha prodotto il cd "Lingosphere".
Nel 1981 è votato miglior sassofonista italiano nel referendum della rivista Fare Musica e nel 1984 vince il premio Rai 1 come musicista jazz dell'anno. Collaborazioni nazionali e internazionali di rilievo lo vedono al fianco di nomi come Chet Baker, Billy Cobham, Peter Erskine, Giorgio Gaslini, Lester Bowie, Enrico Pieranunzi, Dave Liebman, Phil Markowitz, Paolo Fresu, Enrico Rava, Augusto Mancinelli, Giovanni Tommaso, Miroslav Vitous, Aldo Romano, Steve Lacy, Danny Gottlieb, Tom Harrell, Kenny Wheeler, Phil Woods, Marc Johnson, e molti altri.
Altri gruppi importanti sono stati gli Heart Quartet (1996-98), i Megatones (dal 2000 in poi: una specie di evoluzione degli storici Lingomania), Tricycles (un trio con John B.Arnold e Dario Deidda) e i Syncotribe (in versione sia trio che quintetto) attualmente in attività.
Dal 2005 al 2010 Giammarco ha diretto la PMJO (Parco della Musica Jazz Orchestra), big band dell'Auditorium di Roma, in più di 100 concerti in Italia e all'estero. L'orchestra ha elaborato numerosi progetti originali e ha collaborato con importanti nomi quali: Bill Holman, Bob Brookmeyer, Martial Solal, Kenny Wheeler, Uri Caine, Maria Schneider, Karl Berger, Mike Gibbs, Frank Tiberi, George Lewis, Michael Portal, Riccardo Del Fra, Franco e Dino Piana, Marcello Rosa, Bruno Tommaso, Paolo Damiani, Marco Tiso, Horacio El Negro Hernandez, Mike Stern, David Fiuczynski, Nuen Lee, Antonio Iasevoli, Javier Girotto, Dee Dee Bridgewater, Irene Grandi, Rosalia De Sousa, Maria Pia De Vito, Alan Farrington, Maurizio Rota.
Giammarco si è distinto come freelancer in dischi e tournee di musica pop (Mina, Mia Martini, Fiorella Mannoia, Riccardo Cocciante, Antonello Venditti, Francesco De Gregori, Tiziana Rivale), e ha composto musica per cinema, teatro, danza, cd roms, orchestra sinfonica e orchestra d'archi. È autore di una monografia su Sonny Rollins (1996) e ha diretto il festival Termoli Jazz Podium (2000-2006). La sua discografia vanta oltre 100 titoli di cui molti come leader.
Svolge attualmente attività didattica presso La Siena Jazz University e il Saint Louis School of Music di Roma.
Caparbio sostenitore di una via italiana al jazz d'autore, arrivato a una personale sintesi espressiva sia sul piano solistico che compositivo, Giammarco si è guadagnato un posto di rilievo nel jazz italiano, ed è citato nella Biographical Enciclopedia of Jazz di Leonard Feather.

## Discografia

### Come leader(vedi anche Lingomania e PMJO)
- 1972 - Blue Morning
- 1974 - Davanti ed oltre la soglia (Giammarco Centazzo duo)
- 1982 - Precisione della notte (Giammarco quartet
- 1988 - Hornitology (Giammarco, Rea, Erskine, Johnson)
- 1991 - Saurian Lexicon (Giammarco trio & Day After Band)
- 1991 - Mia Martini In Concerto (arrangiamenti di M.Giammarco) - Fonit Cetra
- 1992 - Passage (Giammarco, Tessarollo, Johnson, Vincent)
- 1993 - Inside (Heart Quartet)
- 1995 - In Our Hands (Heart Quartet)
- 1995 - 2nd passage
- 1996 - Love ballads (Giammarco, Lande, Leverato, Gatto)
- 2001 - Live at Big Mama (Giammarco, Liebman, Di Castri, Humair)
- 2001 - 7 + 8 (Giammarco-Markowitz quartet)
- 2004 - Punkromantic (Megatones)
- 2005 - Mega meets Microtones (Megatones con D.Fiuczynski)
- 2007 - Jazzitalianolive 2007 (L'Espresso) vol. 5 (Special guest Bill Stewart)
- 2008 - The Auditorium Session (con Tom Harrell, Zeppetella, Deidda, Sferra)
- 2011 - Cieli di Sicilia - M.Giammarco & Orchestra Jazz del Mediterraneo - Anagliphos & Symphonos Italia
- 2012 - The Bach Open Project: Vie Di Fuga - M.Giammarco & Orch. Jazz del Mediterraneo - Anagliphos & Symphonos Italia
- 2012 - Eclectricity - Tricycles (Giammarco, Deidda, Arnold) - PDM Records
- 2013 - Lights & Shades (M.Giammarco Rundeep, con Vic Juris, Jay Anderson, Adam Nussbaum) - PDM Records
- 2017 - So To Speak (Syncotribe: con Luca Mannutza e Enrico Morello) - 2plet Records
- 2020 - Only Human (M.Giammarco Halfplugged Syncotribe) - PDM Records
- 2022 - Past Present (M.Giammarco Rumours, feat. F.Nemeth, R.Del Fra, F.Sigurtà) - PDM Records
- 2024 - Bliss Vol. 1 (M.Giammarco Syncotribe Quintet) - PDM Record

### Con i Lingomania
- 1986 - Riverberi
- 1987 - Grr...expanders
- 1989 - Camminando
- 2017 - Lingosphere  (Abeat Records)

### Con la PMJO
- 2007 - Jazzitalianolive 2007 (L'Espresso) - Special guest Irene Grandi e Simona Bencini
- 2007 - What It Is, Electric Miles Directions 68-86 - PMJO featuring Mike Stern - PDM Records
- 2011 - Open On Sunday (double cd) - PMJO & M.Giammarco - PDM Records

### Come sideman (selezionata)
- 1973 - On the waiting list (Mario Schiano)
- 1973 - Jazz a confronto n.10 (G. Gaslini - M. Schiano)
- 1973 - Jazz a confronto n.5 (Giancarlo Schiaffini)
- 1973 - Favola pop (G. Gaslini)
- 1973 - Message (G. Gaslini)
- 1973 - Sud (Mario Schiano)
- 1974 - Fragmentos (Andrea Centazzo)
- 1977 - Morra (Canzoniere del Lazio)
- 1977 - Miradas (Canzoniere del Lazio)
- 1978 - From always to now (Enrico Pieranunzi)
- 1978 - Carnascialia (Carnascialia - P. Minieri)
- 1978 - Laboratorio della quercia (AA.VV.)
- 1980 - Effetto amore (New Perigeo)
- 1980 - Soft Journey (Chet Baker & Enrico Pieranunzi)
- 1983 - Alma latina (Aldo Romano)
- 1984 - Things (Furio Di Castri)
- 1986 - Notes (Roberto Gatto)
- 1989 - Orange Park (Enzo Pietropaoli)
- 1989 - Embraceable (Mario Raja Big Bang feat.P.Woods)
- 1989 - Grosso modo (Paolo Emilio Marrocco)
- 1989 - Empusa (Gianni Nocenzi)
- 1989 - Fronne (Lello Panico)
- 1990 - Ci ritorni in mente (AA. VV. per Lucio Battisti
- 1991 - Mia Martini in concerto (Mia Martini)
- 1991 - 7 steps to the beginning (Nuccio Intrieri)
- 1991 - Wonderland (Stefano Sabatini)
- 1991 - Trio & guests (Massimo Moriconi)
- 1993 - Gate 32 (Fabio Mariani)
- 1994 - Ozio (Libens)
- 1994 - Out of perspective (Maurizio Quintavalle quartet)
- 1994 - Ellington (Mario Raja Big Bang)
- 1995 - Song Tong (Paolo Damiani ensemble feat. K. Wheeler)
- 1996 - Insieme (Giammarco-Del Fra-Revel-Drevet-Goubert)
- 1996 - Onyx jazz club 1985-1995 (AA. VV. Lingomania)
- 1997 - Songbook Iseo Jazz '97 (AA.VV. Heart quartet)
- 1997 - Dodici storie (Mario Raja Big Bang)
- 1997 - Bitter cake walk (M. Grossi ensemble)
- 1998 - Third step (Giovanni Tommaso quintet)
- 1999 - Live collection Vol.1 (AA.VV. Lingomania '99)
- 1999 - My funny Valentine (Mario Schiano)
- 1999 - A flower is a lovesome thing (Cecilia Finotti)
- 2000 - Grazie Italia (Franco Ambrosetti & guests) ENJA
- 2001 - Now we can (Basingu big band)
- 2001 - A very far place (Serafino Sabatini quartet)
- 2003 - My name is Pasquale (Nicola Arigliano)
- 2003 - Little beat (Funkoff)
- 2004 - Live - Fiorella Mannoia (DVD) - Durlindana-Sony
- 2004 - Concerti - Fiorella Mannoia - Columbia (Sony Music)
- 2005 - Fast race (Roma jazz ensemble)
- 2008 - Charles & Joe - Gianluca Renzi All Stars Orchestra - WideSound
- 2008 - Live alla Casa Del Jazz: Progressivamente - R.Gatto Ensemble - (l’Espresso, May 2008)
- 2014 - Giammai (Renato Strukelj Trio)
- 2015 - Melodic Tales - Emiliano De Luca - Wakepress
- 2016 - Sunday Morning - Timelin3 - Setticlavio Edizioni
- 2017 - Travel - Marit Sandvik & Maurizio Picchiò - Alfa Music
- 2017 - Tirana Cafè - Dumbo Station - Alfa Music
- 2018 - Never Alone, Tributo a Michael Brecker - Monday Jazz Orchestra (AAVV) - Barnum For Art Rec.
- 2020 - For A Brief Moment - Fabrizio Cucco - Camilla Records